# 1772 au théâtre
| Années du théâtre : 1769 - 1770 - 1771 - 1772 - 1773 - 1774 - 1775    |
| Décennies du théâtre : 1740 - 1750 - 1760 - 1770 - 1780 - 1790 - 1800 |

## Événements
- 23 avril : la troupe de Jean-Baptiste Nicolet, composée d'acteurs, danseurs de corde, acrobates et artistes spécialisés dans la farce, installée depuis 1763 dans un théâtre construit sur le boulevard du Temple, obtient sa dénomination royale à l'issue d'une représentation à laquelle assistent Louis XV et Madame du Barry et devient le théâtre des Grands Danseurs du Roi.
- 11 mai : le théâtre d’Amsterdam est détruit par un incendie[1].
- Jean Monnet publie à Londres ses mémoires sur la vie théâtrale en France au XVIIIe siècle : Supplément au Roman comique, ou Mémoires (réédition de 1908 en ligne sur Gallica).

## Pièces de théâtre publiées
- L’Amour sans bas, comédie parodique du Norvégien Johan Herman Wessel.
- Ágis tragédiája, tragédie du Hongrois György Bessenyei.
- Georges-Adam Junker, Théâtre allemand, ou Recueil des meilleures pièces dramatiques, tant anciennes que modernes qui ont paru en langue allemande, précédé d'une dissertation sur l'origine, les progrès et l'état actuel de la poésie théâtrale en Allemagne, Paris, J. P. Costard, 1772, 2 vol. (comprend les traductions par Junker de : Miss Sara Sampson, Les Juifs, L'Esprit fort et Le Trésor de Lessing ; Le Billet de loterie de Christian Fürchtegott Gellert ; Roméo et Juliette de Christian Felix Weiße).

## Pièces de théâtre représentées
- 13 mars : Emilia Galotti, drame bourgeois de Lessing.

## Naissances
- 17 septembre : Anne-Françoise-Élisabeth Lange dite Mademoiselle Lange, actrice française, sociétaire de la Comédie-Française, morte le 2 décembre 1825.
- 29 décembre : Louis-Simon Auger, journaliste, critique littéraire et dramaturge français, mort le 2 janvier 1829.

## Décès
- 21 avril : Justine Favart, actrice, danseuse, artiste lyrique et dramaturge française, née le 14 juin 1727.